# آغچه‌کهل
آغچه‌کهل یکی از روستاهای استان اردبیل است که در بخش کورائیم شهرستان نیر واقع شده‌است.این روستا از مرتفع ترین روستاهای بخش کورائیم می باشد.این روستا دارای منابع آب و خاک غنی بوده و یک منطقه کوهستانی با دشت ها و دره هایی چهار فصل می باشد.